# NGC 574
NGC 574 ist eine Balken-Spiralgalaxie vom Hubble-Typ SBb im Sternbild Bildhauer am Südsternhimmel. Sie ist rund 253 Millionen Lichtjahre von der Milchstraße entfernt.  
Entdeckt wurde das Objekt am 1. September 1834 von John Herschel.